# Тринидад и Тобаго на Играх доброй воли
Тринидад и Тобаго принимали участие в летних Играх доброй воли один раз — в Играх 1998 года.
Спортивная делегация Тринидада и Тобаго завоевала всего 2 медали, из них 1 золотую.

## Медальный зачёт

### Медали на летних Играх
| Игры             | Золото         | Серебро        | Бронза         | Всего          | Место          |
| 1986, 1990, 1994 | не участвовали | не участвовали | не участвовали | не участвовали | не участвовали |
| Нью-Йорк 1998    | 1              | 1              | 0              | 2              | 16             |
| 2001             | не участвовали | не участвовали | не участвовали | не участвовали | не участвовали |
| Всего            | 1              | 1              | 0              | 2              |                |